# Железкина, Антонина Ивановна
Антонина Ивановна Железкина (14 марта 1908 — 16 октября 1960) — передовик советской лёгкой промышленности, бригадир-планочница Калининского хлопчатобумажного комбината Калининского совнархоза, Герой Социалистического Труда (1960).

## Биография
Родилась 14 марта 1908 года в Твери в русской семье потомственных текстильщиков Морозовской мануфактуры рано стала сиротой и воспитывалась в детском доме.
В 1924 году трудоустроилась на прядильную фабрику «Пролетарка». Очень быстро освоила профессии прядильщицы и съёмщицы. Вскоре стала одной из лучших работников, участница стахановского движения. Возглавила бригаду съёмщиц, в которой трудилась и при руководстве Железкиной стала мировой рекордсменкой прядильщица Ксения Шевелёва.
В годы Великой Отечественной войны, после освобождения Твери, пришлось восстанавливать цеха фабрики. 22 мая 1942 года прядильная фабрика вновь стал работать на выпуск продукции. Была наставницей для молодых, помогала юным девушкам сиротам познавать профессию. Бригада Железкиной была инициатором создания комсомольских бригад.
Указом Президиума Верховного Совета СССР от 7 марта 1960 года за получение высоких результатов в лёгкой промышленности и в связи с празднованием Международного женского Дня Антонине Ивановне Железкиной было присвоено звание Героя Социалистического Труда с вручением ордена Ленина и медали "Серп и Молот. Продолжала и дальше трудиться в сельском хозяйстве.
Была членом Калининского горкома и обкома ВКП(б)/КПСС.
Проживала в Калинине. Продолжала работать на фабрике до своей смерти в 1960 году.

## Награды
За трудовые успехи была удостоена:
- золотая звезда «Серп и Молот» (07.03.1960)
- орден Ленина (07.03.1960)
- другие медали.